# Better Together (EP)
Better Together é o EP de estreia da girl group pop estadunidense Fifth Harmony. É o primeiro lançamento delas após terminarem na terceira colocação durante a segunda temporada do The X Factor. Ele foi lançado em 22 de outubro de 2013 através da gravadora Epic Records. Durante o processo de gravação do disco, o quinteto trabalhou com uma grande variedade de produtores, entre eles Savan Kotecha, Harmony Samuels e Julian Bunetta, que também foi produtor executivo do EP. Duas versões em espanhol do álbum, Juntos e Juntos: Acoustic, foram lançadas digitalmente em 11 de novembro de 2013, enquanto um pacote físico com as duas versões foi lançado no mesmo dia exclusivamente pela Walmart. Uma semana depois, foi lançada digitalmente uma versão acústica do Better Together em 19 de novembro e, finalmente, um EP de remixes exclusivamente pelo iTunes no dia 25 de novembro. O Better Together: Deluxe Edition, começou a ser vendido exclusivamente na loja oficial da Fifth Harmony em 3 de dezembro de 2013. A edição consiste em quatro discos - a versão padrão Better Together, Better Together: Acoustic, Juntos e Juntos: Acoustic - e um cartão para o download do Better Together: The Remixes.

## Antecedentes e Promoção
Durante uma entrevista dada poucos dias antes do lançamento do EP, Fifth Harmony foi perguntada se as canções seriam parecidas com o single "Miss Movin' On", o grupo disse: "Definitivamente vai soar diferente. Todas as canções têm um traço em comum - são todas do gênero pop - mas temos também uma balada e uma canção anos 80 nele. Todas são realmente diferentes, mas têm uma conexão". Em outra entrevista, a integrante Ally Brooke falou sobre as suas influências no álbum, "Fomos influenciadas por alguns artistas dos anos 80 como Prince e Whitney Houston mas Demi Lovato nos inspirou também, assim como Taylor Swift", disse. Em setembro de 2013, o quinteto começou a divulgar alguns pedaços da capa do disco em sua conta no Instagram. A lista completa de faixas saiu no mesmo mês.
O grupo foi um dos atos de abertura da turnê "I Wish Tour", da cantora britânica Cher Lloyd, que teve início em setembro de 2013. Todas as canções do disco foram apresentadas duranta a turnê. No dia do lançamento do álbum, Fifth Harmony deu uma entrevista de trinta minutos transmitida online pela MTV. Elas também performaram "Miss Movin' On" no programa de televisão Live! with Kelly and Michael e no talk show The Arsenio Hall Show. Outras visitas promocionais durante a semana de lançamento do EP incluíram uma visita à sede da Billboard e um passeio ao topo do Empire State Building com membros da mídia para photoshoots e pequenas entrevistas. O quinteto ainda fez sessões de autógrafos que passaram por shoppings de Nova Iorque entre 22 e 23 de outubro de 2013 e fizeram uma aparição no programa Big Morning Buzz Live, da VH1, no mesmo dia.

## Singles
- "Miss Movin' On" foi lançado como o primeiro single do EP em 15 de junho de 2013 e um mês depois, em 16 de julho, no iTunes.[13] A canção vendeu 37,000 cópias e teve 489,000 streams em sua primeira semana, estreando na 85ª posição na principal parada norte-americana, Billboard Hot 100, e atingiu seu pico na posição de número 76. A canção passou onze semanas na parada. A faixa também alcançou a posição de número vinte e sete na tabela Billboard Pop Singles, onde ficou por nove semanas.[14] Em 2014, a faixa foi certificada como Ouro nos Estados Unidos pela venda de mais de 500,000 cópias.[15]

- "Me & My Girls" foi lançado como single promocional na Radio Disney em 13 de julho de 2013 e ficou disponível para download em 22 de outubro, junto com o lançamento do EP e seu vídeo foi divulgado em 24 de agosto.[16] A faixa estreou em quarto na parada musical Bubbling Under Hot 100 Singles, décimo sétimo na Top Heatseekers e quinquagésimo terceiro na Digital Songs.[16]

## Faixas
| Edição padrão |                              |                                                                                     |                                        |         |  |
| N.º           | Título                       | Compositor(es)                                                                      | Produtor(es)                           | Duração |  |
| 1.            | "Don't Wanna Dance Alone"    | Julian Bunetta, Andre Merrit, Autumn Rowe, Edwin Serrano                            | Julian Bunetta                         | 3:50    |  |
| 2.            | "Miss Movin' On"             | Mitch Allan, Jason Evigan, Lindy Robbins, Julia Michaels                            | The Suspex                             | 3:14    |  |
| 3.            | "Better Together"            | Harmony Samuels, Savan Kotecha, Evigan, Rickard Göransson                           | Samuels                                | 3:14    |  |
| 4.            | "Who Are You"                | Bunetta, Bianco, Nasri Atweh, Brooke, Cabello, Hansen, Jauregui, Kordei, Bunetta    | Bunetta, PJ Bianco                     | 3:56    |  |
| 5.            | "Leave My Heart Out of This" | Evigan, Tebey Solomon Ottoh, Marcus "Marc Lo" Lomax, Stefan Johnson, Jordan Johnson | The Monsters and the Strangerz, Evigan | 3:50    |  |

| Faixas bônus do iTunes |                 |                                                                          |                                   |         |  |
| N.º                    | Título          | Compositor(es)                                                           | Produtor(es)                      | Duração |  |
| 6.                     | "Me & My Girls" | Brooke, Cabello, Hansen, Jauregui, Kordei, Bunetta, Bianco, Dozier, Ryan | Bunetta, Bianco, Dozier, KnocDown | 3:24    |  |

| Juntos e Juntos Acoustic |                                  |                |                                              |         |  |
| N.º                      | Título                           | Compositor(es) | Produtor(es)                                 | Duração |  |
| 1.                       | "Que Bailes Conmigo Hoy"         | Claudia Brant  | Julian Bunetta                               | 3:37    |  |
| 2.                       | "Sin Tu Amor"                    | Claudia Brant  | The Suspex                                   | 3:15    |  |
| 3.                       | "Tú Eres Lo Que Yo Quiero"       | Claudia Brant  | Rickard B. Göransson                         | 3:16    |  |
| 4.                       | "Eres Tú"                        | Claudia Brant  | Julian Bunetta, PJ Bianco                    | 3:58    |  |
| 5.                       | "Que el Corazón No Hable por Mi" | Claudia Brant  | The Monsters and the Strangerz, Jason Evigan | 3:52    |  |

| The Remixes |                                                   |                                                                                     |              |         |  |
| N.º         | Título                                            | Compositor(es)                                                                      | Produtor(es) | Duração |  |
| 1.          | "Don’t Wanna Dance Alone (Cole Plante Remix)"     | Julian Bunetta, Andre Merrit, Autumn Rowe, Edwin Serrano                            | Cole Plante  | 3:55    |  |
| 2.          | "Miss Movin’ On (Papercha$er Remix)"              | Mitch Allan, Jason Evigan, Lindy Robbins, Julia Michaels                            | Papercha$er  | 4:07    |  |
| 3.          | "Better Together (DayDrunk Remix)"                | Harmony Samuels, Savan Kotecha, Evigan, Rickard Göransson                           | DayDrunk     | 3:16    |  |
| 4.          | "Who Are You (Bit Error Remix)"                   | Brooke, Cabello, Hansen, Jauregui, Kordei, Bunetta, Bianco, Nasri Tony Atweh        | Bit Error    | 4:11    |  |
| 5.          | "Leave My Heart Out of This (Buzz Junkies Remix)" | Evigan, Tebey Solomon Ottoh, Marcus "Marc Lo" Lomax, Stefan Johnson, Jordan Johnson | Buzz Junkies | 4:41    |  |

## Paradas Musicais
Better Together debutou na sexta posição na parada americana Billboard 200 com vendas de 28,000 cópias. Na sua estreia, o EP alcançou a segunda posição na loja virtual iTunes, estreando em terceiro na Digital Albums. O álbum também atingiu a décima oitava posição na Nova Zelândia e a vigésima segunda no Canadá. A sua versão acústica, Better Together: Acoustic, atingiu a 189ª posição na Billboard 200. As versões em espanhol, Juntos e Juntos: Acoustic, estrearam na Latin Pop Albums na segunda e quinta posição, respectivamente, enquanto o álbum de remixes Better Together: The Remixes alcançou a vigésima posição na Dance/Electronic Albums.

### Desempenho nas tabelas musicais
|                                    | Tabela Musical (2013) | Melhor posição |
| ---------------------------------- | --------------------- | -------------- |
| Estados Unidos - Billboard 200     | 6                     |                |
| Estados Unidos - Digital Albums    | 3                     |                |
| Estados Unidos - Electronic Albums | 20                    |                |
| Estados Unidos - Latin Pop Albums  | 2                     |                |
| Estados Unidos - Top Latin Albums  | 2                     |                |
| Nova Zelândia - RIANZ              | 18                    |                |

## Histórico de lançamento
| País           | Data                   | Formato          | Gravadora    | Edição           |
| -------------- | ---------------------- | ---------------- | ------------ | ---------------- |
| Mundo          | 18 de outubro de 2013  | Download digital | Epic Records | Padrão           |
| Mundo          | 22 de outubro de 2013  | CD               | Epic Records | Padrão           |
| Estados Unidos | 8 de novembro de 2013  | Download digital | Epic Records | Juntos           |
| Estados Unidos | 8 de novembro de 2013  | Download digital | Epic Records | Juntos: Acoustic |
| Estados Unidos | 11 de novembro de 2013 | CD               | Epic Records | Juntos           |
| Estados Unidos | 11 de novembro de 2013 | CD               | Epic Records | Juntos: Acoustic |
| Estados Unidos | 15 de novembro de 2013 | Download digital | Epic Records | Acoustic         |
| Estados Unidos | 19 de novembro de 2013 | CD               | Epic Records | Acoustic         |
| Estados Unidos | 25 de novembro de 2013 | Download digital | Epic Records | The Remixes      |